# La Cigogne en papier
Pour plus de détails, voir Fiche technique et Distribution.
La Cigogne en papier (折鶴お千, Orizuru Osen) est un film japonais muet de Kenji Mizoguchi sorti en 1935, adapté de la nouvelle Baishokū kamonanban de Kyōka Izumi.

## Synopsis
Dans l'attente d'un train retardé, le docteur Sokichi Hara se remémore ses années de jeunesse : il songe à Osen, la geisha qui, jadis, l'avait recueilli et l'avait sauvé d'un suicide. Osen, honteusement exploitée par une bande de trafiquants, avait pu courageusement rompre avec ceux-ci, puis se consacrer à Sokichi, lui permettant de manger à sa faim et de poursuivre des études en médecine. Elle estimait ainsi combler les vœux de la grand-mère du jeune homme dont elle croyait être la réincarnation. Mais, un jour, accusée de vol et de prostitution, Osen fut arrêtée. Après des adieux déchirants, elle transmit à Okichi une cigogne en papier qu'elle sortit de son kimono. Profondément ému, le jeune homme fut, à cet instant-là, renversé par l'automobile d'un de ses enseignants qui, pris de compassion, l'aida et le protégea.
Les pensées du médecin sont maintenant interrompues par l'arrivée du train. Au même moment, il est appelé pour soigner en urgence une passagère évanouie. Il reconnaît avec stupéfaction Osen. Transférée dans un hôpital, celle-ci, traumatisée et apathique, ne reconnaît plus personne et lorsqu'elle sort de son mutisme, elle hurle que les hommes sont des bêtes.

## Fiche technique

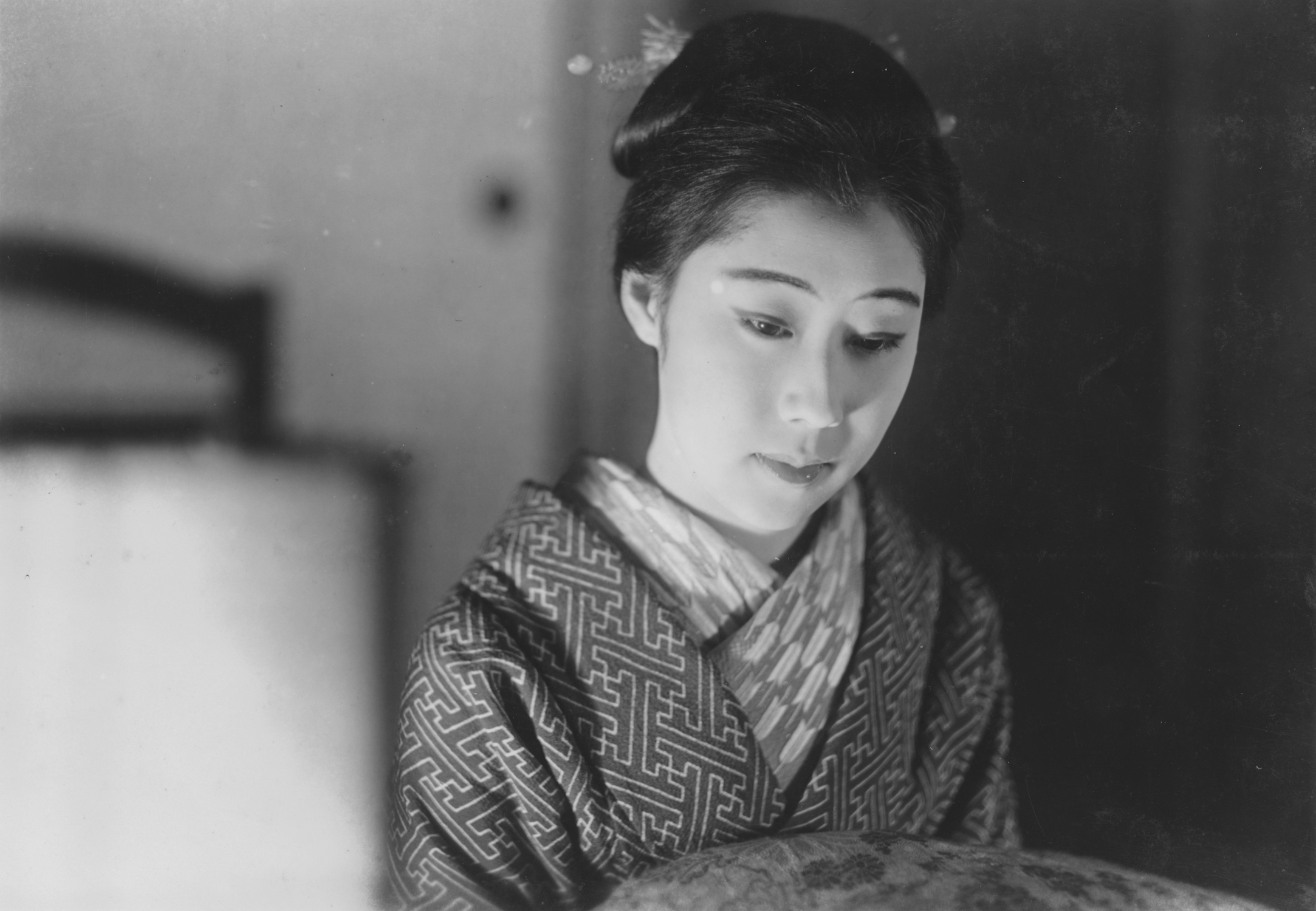
Isuzu Yamada dans La Cigogne en papier.

- Titre du film : La Cigogne en papier
- Titre alternatif : Osen aux cigognes de papier
- Titre original : 折鶴お千 (Orizuru Osen?)
- Réalisation : Kenji Mizoguchi
- Scénario : Tatsunosuke Takashima, d'après la nouvelle Baishokū kamonanban de Kyōka Izumi
- Photographie : Minoru Miki
- Production : Masaichi Nagata
- Société de production : Daiichi Eiga
- Pays :  Empire du Japon
- Format : noir et blanc - 1,37:1 - muet
- Genre : drame
- Durée : 87 minutes (métrage : dix bobines - 2 634 m[2])
- Dates de sortie : 
  - Empire du Japon : 20 janvier 1935[2]
  - France : 13 octobre 1993[3],[4]

## Distribution
- Isuzu Yamada : Osen
- Daijirō Natsukawa : Sokichi Hara
- Mitsusaburō Ramon : Ukiki
- Shin Shibata : Kumazawa
- Gen'ichi Fujii : Matsuda
- Sue Itō : la grand-mère de Sokichi
- Eiji Nakano : le professeur
- Shizuko Takizawa (ja) : Osode

## Commentaire
- Orizuru Osen est le dernier film muet de Kenji Mizoguchi et le plus beau de ceux que l'on a conservés. Tardivement découvert en Europe, « il est digne absolument des chefs-d'œuvre des années 50. [...] Dans la seconde partie du film, [...] la qualité à la fois apaisée et déchirante de l'émotion qui naît et se développe au cours du récit évoquent, avec vingt ans d'avance, La Vie d'O'Haru femme galante et La Rue de la honte. [...] La dernière demi-heure contient ainsi une sorte de condensé poétique de l'œuvre de Mizoguchi. Si l'homme doit tout à la femme, celle-ci, dépendante, sacrifiée, amoureuse jusqu'au-delà de l'amour, est chez Mizoguchi le pivot de l'univers et, pour l'artiste, le motif essentiel de toute peinture. »[5]